# 118 Pułk Artylerii Ciężkiej
118 pułk artylerii ciężkiej (118 pac) – oddział artylerii ciężkiej ludowego Wojska Polskiego.
Pułk został sformowany w 1951 roku w garnizonie Lublin, w składzie 9 Korpusu Piechoty (od 1953 roku - 9 Korpusu Armijnego). Zimą 1955/1956 roku oddział został przeformowany w 118 pułk artylerii armat według etatu Nr 4/125 o stanie 604 wojskowych i 12 pracowników cywilnych. W 1956 roku, po rozformowaniu 9 KA, został podporządkowany bezpośrednio dowódcy Warszawskiego Okręgu Wojskowego. Na jego bazie planowano sformować 20 Brygadę Artylerii Armat.
W 1957 roku jednostka została rozformowana.